# Buryatnemonyx gratshevi
Buryatnemonyx gratshevi (лат.) — вымерший вид жуков из семейства цветожилов (Nemonychidae). Вид был назван в честь энтомолога и палеонтолога В. Г. Грачёва. Обнаружен в меловых отложениях Бурятии (аптский ярус; Закаменский район, 10 км юго-восток от Цакира, река Хасуртый). Чёрное тело дорзо-вентрально сплющено, длиной 4,1 мм. Голова крупная, шире своей длины. Рострум длинный, в 12 раз длиннее своей ширины и в 2,4 раза длиннее пронотума. Новый вид и род отнесены к подсемейству Distenorrhininae (чей типовой род † Distenorrhinus Arnoldi, 1977 ранее принадлежал к подсемейству Brenthorrhininae), в 2015 году пониженному до трибы Distenorrhinini подсемейства Brenthorrhininae.